# Bản quyền thể thao tại Việt Nam
Bài viết dưới đây đề cập đến bản quyền phát sóng các sự kiện thể thao trên sóng phát thanh & truyền hình tại Việt Nam (bao gồm các kênh trong và ngoài nước hiện đang phát sóng). Bảy sự kiện thể thao lớn ở khu vực và thế giới, như Đại hội Thể thao Đông Nam Á (ASEAN Para Games & SEA Games), Đại hội Thể thao châu Á (Asian Games & Asian Para Games), Thế vận hội Olympic Mùa hè, Thế vận hội Paralympic Mùa hè và FIFA World Cup, đều được phát sóng trên các kênh truyền hình quảng bá miễn phí thông qua việc mua bản quyền từ các đơn vị trung gian.
Hiện nay, bản quyền các giải đấu thể thao quốc tế tại Việt Nam phần lớn do các đơn vị truyền hình trả tiền như VTVCab, SCTV, K+... nắm giữ và khai thác. Một số giải đấu thể thao trong nước cùng các trận đấu của đội tuyển Việt Nam được sở hữu bởi các đơn vị truyền thông, hợp tác phát sóng với các kênh truyền hình lớn trong nước.

## Hiện tại

### Bóng đá
| Giải                             | Phát sóng               | Chi tiết bản quyền |
| -------------------------------- | ----------------------- | --- |
| UEFA Champions League            | VTVcab, Viettel Telecom | Phát sóng trực tiếp các trận đấu trên VTVCab và TV360 (độc quyền 74 trận/mùa, trọn vẹn 5 trận bán kết và chung kết) đến 2027.                                                    |
| UEFA Europa League               | VTVcab, Viettel Telecom | Phát sóng trực tiếp các trận đấu trên VTVCab và TV360 (độc quyền 74 trận/mùa, trọn vẹn 5 trận bán kết và chung kết) đến 2027.                                                    |
| UEFA Conference League           | VTVcab, Viettel Telecom | Phát sóng trực tiếp các trận đấu trên VTVCab và TV360 (độc quyền 74 trận/mùa, trọn vẹn 5 trận bán kết và chung kết) đến 2027.                                                    |
| UEFA Super Cup                   | VTVcab, Viettel Telecom | Phát sóng trực tiếp các trận đấu trên VTVCab và TV360 (độc quyền 74 trận/mùa, trọn vẹn 5 trận bán kết và chung kết) đến 2027.                                                    |
| UEFA Youth League                | VTVcab, Viettel Telecom | Phát sóng trực tiếp các trận đấu trên VTVCab và TV360 (độc quyền 74 trận/mùa, trọn vẹn 5 trận bán kết và chung kết) đến 2027.                                                    |
| AFC Champions League Elite       | K+                      | Trực tiếp độc quyền từ 2025-2029 trên K+ và có phát trực tiếp trên Youtube K+ Sports.                                                                                            |
| AFC Champions League Two         | K+                      | Trực tiếp độc quyền từ 2025-2029 trên K+ và có phát trực tiếp trên Youtube K+ Sports.                                                                                            |
| Copa Libertadores                | Truyền hình Q.net       | Phát sóng đến 2030. |
| Copa Sudamericana                | Truyền hình Q.net       | Phát sóng đến 2030. |
| CONCACAF Champions League        | YouTube, FPT Play       | Trực tiếp tất cả trận đấu trên FPT Play và kênh YouTube của CONCACAF. |
| Ngoại hạng Anh                   | K+                      | Trực tiếp độc quyền 380 trận mỗi mùa từ 2025 đến 2028 và đầy đủ tóm tắt trận đấu trên kênh YouTube K+ Sports.                                                                    |
| EFL Championship                 | Truyền hình Q.net, SCTV | Trực tiếp một số trận đấu đến 2029. |
| EFL Cup                          | Truyền hình Q.net, SCTV | Trực tiếp tất cả các trận đấu đến 2029. |
| La Liga                          | SCTV                    | Trực tiếp trọn vẹn 380 trận mỗi mùa đến 2028. |
| Segunda División                 | YouTube, SCTV           | Trực tiếp 462 trận đấu trên kênh YouTube La Liga Hypermotion và 126 trận đấu trên SCTV.                                                                                          |
| Bundesliga                       | Viettel Telecom         | Trực tiếp trên TV360 với 306 trận mỗi mùa từ 2025 đến 2028. |
| DFL-Supercup                     | Viettel Telecom         | Trực tiếp đến 2028 |
| DFB-Pokal                        | SCTV                    | Trực tiếp đến 2028 |
| 2. Bundesliga                    | YouTube                 | Trực tiếp trên kênh YouTube Next Media Bundesliga Việt Nam. |
| Ligue 1                          | VTVcab                  | Trực tiếp 306 trận mùa giải 2025/26. |
| Ligue 2                          | VTVcab                  | Trực tiếp 1 trận mỗi vòng trên VTVCab đến 2024. |
| Serie A                          | VTVcab                  | Trực tiếp 380 trận mùa giải 2025/26. |
| Coppa Italia                     | Viettel Telecom, MyTV   | Trực tiếp đến 2029. |
| Supercoppa Italiana              | Viettel Telecom, MyTV   | Trực tiếp đến 2029. |
| Eredivisie                       | DatVietVAC              | Trực tiếp 3 trận mỗi vòng đến 2025 trên ứng dụng và website của VieON |
| Russian Premier League           | YouTube                 | Trực tiếp trên kênh YouTube Russian Premier Liga. Một số trận có thể có bình luận tiếng Anh hoặc tiếng Nga                                                                       |
| Russian Super Cup                | YouTube                 | Trực tiếp trên kênh YouTube Russian Premier Liga. Một số trận có thể có bình luận tiếng Anh hoặc tiếng Nga                                                                       |
| Indian Super League              | YouTube                 | Tất cả tóm tắt trận đấu có trên kênh YouTube Indian Super League |
| Saudi Pro League                 | SPOTV                   | Trực tiếp các trận đấu có Al-Ittihad, Al-Nassr, Al-Hilal, Al-Ahli, Al-Ettifaq trên hai kênh SPOTV, SPOTV2 cùng bình luận tiếng Việt độc quyền trên MyTV.                         |
| UAE Pro League                   | Facebook                | Trực tiếp tất cả trận đấu trên Facebook và YouTube của 1 Play Sports. Một số trận có thể có bình luận tiếng Việt. Tất cả tóm tắt trận đấu có trên kênh YouTube UAE Pro League.   |
| Thai League 1                    | Facebook                | Trực tiếp tất cả trận đấu trên Facebook và YouTube của 1 Play Sports. Một số trận có thể có bình luận tiếng Việt hoặc tiếng Anh. Trực tiếp một số trận trên kênh YouTube True4U. |
| V.League 1                       | VTV                     | Trực tiếp tất cả trận đấu trên FPT Play và TV360, trực tiếp 2 trận mỗi vòng trên VTV và HTV. Một số trận đấu cũng được phát lại trên kênh YouTube FPT Bóng đá Việt.              |
| V.League 1                       | FPT Play                | Trực tiếp tất cả trận đấu trên FPT Play và TV360, trực tiếp 2 trận mỗi vòng trên VTV và HTV. Một số trận đấu cũng được phát lại trên kênh YouTube FPT Bóng đá Việt.              |
| V.League 1                       | HTV                     | Trực tiếp tất cả trận đấu trên FPT Play và TV360, trực tiếp 2 trận mỗi vòng trên VTV và HTV. Một số trận đấu cũng được phát lại trên kênh YouTube FPT Bóng đá Việt.              |
| V.League 1                       | Viettel Telecom         | Trực tiếp tất cả trận đấu trên FPT Play và TV360, trực tiếp 2 trận mỗi vòng trên VTV và HTV. Một số trận đấu cũng được phát lại trên kênh YouTube FPT Bóng đá Việt.              |
| V.League 1                       | HTTV                    | Chỉ các trận đấu của Hồng Lĩnh Hà Tĩnh trên sân nhà |
| V.League 1                       | BTV                     | Chỉ các trận đấu của Becamex Bình Dương |
| V.League 2                       | FPT Play                | Trực tiếp tất cả các trận đấu trên FPT Play và TV360. |
| V.League 2                       | Viettel Telecom         | Trực tiếp tất cả các trận đấu trên FPT Play và TV360. |
| V.League 2                       | HTV                     | Trực tiếp một hoặc hai trận mỗi vòng. |
| Giải bóng đá Hạng Nhì Quốc gia   | Facebook                | Trực tiếp một số trận trên Facebook và YouTube của Next Sports và VFF |
| Giải bóng đá Hạng Nhì Quốc gia   | YouTube                 | Trực tiếp một số trận trên Facebook và YouTube của Next Sports và VFF |
| Giải bóng đá nữ Vô địch Quốc gia | VTVCab                  | Trực tiếp một số trận |
| Giải bóng đá nữ Vô địch Quốc gia | YouTube                 | Trực tiếp tất cả các trận trên Facebook và YouTube của Next Sports và VFF |
| Cúp Quốc gia                     | FPT Play                | Trực tiếp tất cả các trận đấu |
| Siêu cúp bóng đá Việt Nam        | FPT Play                | Sản xuất và phát sóng trận đấu |
| Giải bóng đá nữ Cúp Quốc gia     | VTVCab                  | Trực tiếp một số trận |
| Giải bóng đá nữ Cúp Quốc gia     | YouTube                 | Trực tiếp tất cả các trận đấu trên kênh YouTube của VFF |
| Giải Bóng đá U-21 Quốc gia       | YouTube                 | Trực tiếp tất cả trận đấu trên kênh YouTube VFF, FPT Bóng đá Việt và Thể Thao 360                                                                                                |
| Giải Bóng đá U-19 Quốc gia       | FPT Play                | |
| Giải Bóng đá U-19 Quốc gia       | YouTube                 | Trực tiếp một số trận vòng bảng và tất cả trận đấu từ vòng tứ kết trên kênh YouTube của VFF                                                                                      |
| Giải Bóng đá U-17 Quốc gia       | YouTube                 | Trực tiếp tất cả các trận trên kênh YouTube của Next Sports và VFF |
| Giải Bóng đá U-15 Quốc gia       | YouTube                 | Trực tiếp một số trận vòng bảng và tất cả trận đấu từ vòng bán kết cùng với tóm tắt trận đấu của tất cả trận đấu trên kênh YouTube của Next Sports và VFF                        |
| Giải Bóng đá nữ U-19 Quốc gia    | YouTube                 | Trực tiếp một số trận trên kênh YouTube của VFF |
| Giải Bóng đá nữ U-16 Quốc gia    | YouTube                 | Trực tiếp tất cả các trận trên kênh YouTube của VFF |
| Cúp Bóng đá U-17 Quốc gia        | Facebook                | Trực tiếp một số trận vòng bảng và vòng tứ kết trên Facebook của PVF |
| Cúp Bóng đá U-17 Quốc gia        | YouTube                 | Trực tiếp một số trận vòng bảng và tất cả trận đấu từ vòng tứ kết trên kênh YouTube của VFF                                                                                      |
| Cúp Bóng đá U-15 Quốc gia        | YouTube                 | Trực tiếp trận khai mạc, bán kết và chung kết trên kênh YouTube của Next Sports và VFF                                                                                           |
| Malaysia Super League            | YouTube                 | Trực tiếp một số trận trên kênh YouTube Unifi |
| Malaysia Premier League          | YouTube                 | Trực tiếp một số trận trên kênh YouTube Unifi |
| Singapore Premier League         | Facebook                | Trực tiếp tất cả trận đấu trên Facebook và YouTube của 1 Play Sports Trực tiếp một số trận và đầy đủ tóm tắt trận đấu trên kênh YouTube của Singapore Premier League             |
| Singapore Premier League         | YouTube                 | Trực tiếp tất cả trận đấu trên Facebook và YouTube của 1 Play Sports Trực tiếp một số trận và đầy đủ tóm tắt trận đấu trên kênh YouTube của Singapore Premier League             |
| K League                         | N/A                     | |
| J1 League                        | YouTube                 | Trực tiếp một số trận và đầy đủ tóm tắt trận đấu trên kênh YouTube J.League International.                                                                                       |
| J1 League                        | HTV                     | Trực tiếp trên các kênh sóng của HTV trong 3 mùa liên tiếp từ 2025-2028 |
| J1 League                        | SCTV                    | Trực tiếp 1 trận/vòng trên SCTV trong 3 mùa liên tiếp từ 2025-2028 |
| J2 League                        | YouTube                 | Trực tiếp một số trận và đầy đủ tóm tắt trận đấu trên kênh YouTube J.League International.                                                                                       |
| Japanese Super Cup               | HTV                     | Trực tiếp trên các kênh sóng của HTV trong 3 mùa liên tiếp từ 2025-2028 |
| Emperor's Cup                    | Youtube                 | Trực tiếp một số trận và đầy đủ tóm tắt trận đấu trên kênh YouTube JFATV |
| A-League                         | YouTube                 | Trực tiếp tất cả các trận đấu trên kênh YouTube A-Leagues. |
| FFA Cup                          | YouTube                 | Trực tiếp một số trận trên kênh YouTube My Football |
| Major League Soccer              | Apple TV                | |
| U.S Open Cup                     | VTVCab                  | |
| Argentine Primera División       | Fanatiz                 | |
| Copa Argentina                   | Fanatiz                 | |
| Campeonato Brasileiro Série A    | Fanatiz                 | |

## Chi tiết

### Các đại hội thể thao
- Thế vận hội Mùa hè
  - 1996–2024[16]: VTV [17][18][19][20][21][22]
  - 2012–2020: HTV
  - 2008, 2012: VTC [23][24]
  - 2012: ESPN Asia
  - 2020: VTVCab
- Thế vận hội Mùa đông
  - 2010: ESPN Asia
  - 2014, 2018, 2022 (chỉ bế mạc): VTV
- Đại hội Thể thao châu Á
  - 1998–2010: VTV [25][26][27][28]
  - 2014: SCTV [29][30], VTVCab (chỉ phát sóng các trận bóng đá)
  - 2018: VOV, VTC  [31][32][33]
- Đại hội Thể thao Đông Nam Á
  - 1995–nay: VTV [34][35]
  - 2005–2023: VTC [36]
  - 2003–nay: HTV
  - 2005–nay: VCTV (VTVCab)
  - 2013–nay: VOV
  - 2003 - 2022: HanoiTV

### Bóng bàn
- Giải Bóng bàn vô địch thế giới (Nam, nữ)
  - 2017: K+[37]

### Bóng bầu dục
- Giải Vô địch Bóng bầu dục Thế giới (Rugby World Cup)
  - 2015: Fox Sports Asia
- Giải Vô địch sáu Quốc gia (Six Nations Championship)
  - 2017–nay: Discovery
- Giải Ngoại hạng Bóng bầu dục (Premiership Rugby)
  - Hiên tại: Discovery
- Pro14
  - Hiện tại: Discovery
- Cúp Currie
  - Hiện tại: Discovery
- World Rugby Sevens Series
  - Hiện tại: YouTube

### Bóng chày
- Giải Bóng chày Cổ điển Thế giới
  - 2017–2021: Fox Sports Asia
  - Hiện tại:
- Major League Baseball
  - –2021: Fox Sports Asia
  - Hiện tại: SPOTV (MyTV)[38]
- Giải Bóng chày Chuyên nghiệp Hàn Quốc
  - 2020–2021: Fox Sports Asia[39]
  - Hiện tại:

### Bóng chuyền
- Giải Bóng chuyền Các quốc gia (Nam, nữ)
  - 2022: VTC
  - 2024–nay: VTVCab
- Giải Bóng chuyền Vô địch Các câu lạc bộ Thế giới (Nam, nữ)
  - 2022: VTC
- Giải bóng chuyền nữ Vô địch thế giới FIVB
  - Hiện tại: HTV
- Cúp bóng chuyền nữ thế giới
  - Hiện tại: HTV
- FIVB World Grand Champions Cup
  - Hiện tại: HTV

### Bóng đá

#### Cấp đội tuyển quốc gia
| Giải                                                      | Phát sóng | Phát sóng  | Chi tiết bản quyền hiện tại | Nguồn |
| Giải                                                      | Truyền hình | Phát thanh | Chi tiết bản quyền hiện tại | Nguồn |
| --------------------------------------------------------- | --- | ---------- | --- | --- |
| Cúp bóng đá nữ thế giới                                   | Truyền hình Quốc hội Việt Nam, VTVCab, K+, HTV Thể thao, Viettel Telecom (2023)                                                         |            | - VMG Media/Next Media (2023) | [ 41 ] [ 42 ] |
| Cúp bóng đá thế giới                                      | - VTV (1982–nay) - VTC (2006–2010) - HTV (1994–2010, 2018) - K+ (2010) - Viettel Telecom (2026)                                         | VOV (2018) | | [ 43 ] [ 44 ] [ 45 ] [ 46 ] [ 47 ] [ 48 ] [ 49 ] [ 50 ] [ 51 ] [ 52 ] [ 53 ] [ 54 ] [ 55 ] [ 56 ] [ 57 ] [ 58 ] [ 59 ] [ 60 ] [ 61 ] |
| Cúp Liên đoàn các châu lục                                | - HTV (2003, 2013 (chỉ trực tiếp từ bán kết) - VTV (2003, 2005, 2009)                                                                   |            | | [ 62 ] [ 63 ] [ 64 ] [ 65 ] [ 66 ]                                                                                                   |
| Cúp bóng đá U-20 thế giới                                 | - VCTV (2011) - HTV (2013, chỉ trực tiếp từ bán kết) - VTV (2017)                                                                       |            | | [ 62 ] [ 67 ] |
| Vòng loại Cúp bóng đá thế giới khu vực châu Á             | - VTV (1996–2021) - K+ (2015–2018, 2024–2026) - VTC (2019) - FPT Telecom (2020–2021)                                                    | VOV (2019) | - K+ trực tiếp độc quyền tất cả các trận đấu thuộc vòng loại thứ 3 World Cup 2026, với 1 số trận miễn phí trên App K+ và kênh YouTube Bóng đá châu Á. | [ 68 ] [ 69 ] [ 70 ] [ 71 ] |
| Vòng loại Cúp bóng đá U-23 châu Á                         | - K+ (2015) - VTV (2017, 2021) - VTC (2019) - FPT Telecom (2023-2027)                                                                   | VOV (2019) | | [ 72 ] [ 73 ] [ 74 ] |
| Cúp bóng đá Châu Á                                        | - VTC (2007–2011) - Fox Sports Asia (2007–2019) - VTV (2019-2023) - HTV (2023) - FPT Telecom (2023) - K+ (2027)                         |            | | [ 76 ] [ 77 ] [ 78 ] [ 79 ] [ 80 ] [ 81 ]                                                                                            |
| Cúp bóng đá U-23 châu Á                                   | - VTV (2016–nay) - FPT Telecom (2022–2024) - K+ (2026–2028)                                                                             |            | | |
| Cúp bóng đá U-19 châu Á                                   | - VTV (2014–2018) - FPT Telecom (2023) - K+ (2025–2027)                                                                                 |            | | |
| Cúp bóng đá U-17 châu Á                                   | - FPT Telecom (2023) - K+ (2025–2028)                                                                                                   |            | | |
| Cúp bóng đá nữ U-17 châu Á                                | - FPT Telecom (2024) - K+ (2026–2028)                                                                                                   |            | [ 82 ] | |
| Giải vô địch bóng đá nữ U-19 châu Á                       | - FPT Telecom (2024) - K+ (2026–2028)                                                                                                   |            | | [ 82 ] |
| Giải vô địch bóng đá Đông Nam Á                           | - VTV (1996–2024) - FPT Telecom (2022, 2024) - VTC (2007) - Star Sports/Fox Sports Asia (1998–2016) - Next Media (2016–2020)            |            | FPT Play sở hữu bản quyền trên mọi hạ tầng. | [ 83 ] [ 84 ] [ 85 ] [ 86 ] [ 87 ] [ 88 ]                                                                                            |
| Giải vô địch bóng đá U-22 Đông Nam Á                      | - VTV (2019–nay) - FPT Telecom (2022) - SCTV (2023)                                                                                     |            | | [ 89 ] |
| Giải vô địch bóng đá châu Âu                              | - VTV (1984–nay) - VTC (2008–2012) - HTV (1992–2012, 2024–nay) - Viettel Telecom (2024)                                                 |            | | [ 43 ] [ 90 ] [ 91 ] [ 92 ] [ 93 ] [ 94 ] [ 95 ] [ 96 ] [ 97 ] [ 98 ] [ 99 ] [ 100 ] [ 101 ] [ 102 ] [ 103 ] [ 104 ] [ 105 ]         |
| Giải vô địch bóng đá U-21 châu Âu                         | - UEFA.tv (2017–nay) - YouTube (2017)                                                                                                   |            | | |
| Giải vô địch bóng đá U-17 và U-19 châu Âu                 | - YouTube (2016–tháng 5, 2019) - UEFA.tv (Tháng 7, 2019–nay)                                                                            |            | | |
| Giải vô địch bóng đá nữ châu Âu                           | YouTube UEFA (2017) |            | | |
| Giải vô địch bóng đá nữ U-17 và U-19 châu Âu              | - YouTube (2016–tháng 5, 2019) - UEFA.tv (Tháng 7, 2019–nay)                                                                            |            | | |
| Vòng loại khu vực châu Âu (World Cup/Euro)                | - VTV (2014) - AVG (2014–2018) - K+ (2019–2022) - VTVCab (2014–2022) - HTV, QPVN (2014–2017) - Viettel Telecom, HTV, MyTV (2023–2028)   |            | Vòng loại FIFA World Cup 2026 | [ 106 ] [ 107 ] [ 108 ] |
| Giải vô địch bóng đá các quốc gia châu Âu                 | - VTVCab, K+ (2018–2022) - Viettel Telecom, MyTV (2023–2028)                                                                            |            | | [ 109 ] [ 110 ] |
| Cúp bóng đá Nam Mỹ                                        | - VTC, HTV (2007) - SCTV (2011–2016) - MyTV, K+, FPT Telecom (2019) - Next Media (VTVCab, HTV) (2021) - Next Media (K+, VTC) (2024–nay) |            | | [ 111 ] [ 112 ] [ 113 ] [ 114 ] [ 115 ] [ 116 ] [ 117 ]                                                                              |
| Vòng loại Cúp bóng đá thế giới khu vực Nam Mỹ             | SCTV (2018) |            | | |
| Cúp Vàng CONCACAF                                         | - YouTube (2019–nay) - MyTV (2025) |            | | |
| Giải vô địch bóng đá các quốc gia Bắc, Trung Mỹ và Caribe | ConcacafGO (2019–) |            | | |
| Vòng loại Cúp bóng dá thế giới khu vực châu Phi           | VieON (2021) |            | | |
| Cúp Nhà vua Thái Lan                                      | VTC (2019) | VOV (2019) | Chỉ các trận có đội tuyển Việt Nam | [ 118 ] |

#### Cấp câu lạc bộ
| Giải                                           | Phát sóng | Phát sóng                                            | Chi tiết bản quyền | Nguồn |
| Giải                                           | Truyền hình | Phát thanh                                           | Chi tiết bản quyền | Nguồn |
| ---------------------------------------------- | --- | ---------------------------------------------------- | --- | --- |
| Giải vô địch bóng đá thế giới các câu lạc bộ   | - VTC (2006) - VCTV (2010) - VTV (2000, 2007–2008, 2015–2016) - FPT Telecom (2025) |                                                      | | [ 83 ] [ 119 ] [ 120 ] [ 121 ]                                                                                                 |
| Cúp bóng đá các nhà vô địch Quốc tế            | - SCTV (2015–2016) - K+ (2014–2018) - FPT Telecom, MyTV (2019) - VTVCab (2022) |                                                      | | [ 122 ] [ 123 ] [ 124 ] [ 125 ] [ 126 ] [ 127 ] [ 128 ]                                                                        |
| AFC Champions League Elite                     | - VTV (2004, 2022) - VTC (2007, 2015–2016, 2021) - Fox Sport Asia (2016–2020) - FPT Telecom (2021–2025) - K+ (2025–2029) |                                                      | | [ 129 ] |
| AFC Champions League Two                       | - VTVCab (2010) - Fox Sport Asia (2016–2020) - BTV (2019) - FPT Telecom (2021–2025) - K+ (2025–2029) |                                                      | BTV truyền hình trực tiếp các trận đấu của Becamex Bình Dương | [ 130 ] |
| J. League                                      | - VTVCab (2013-2014) - VTC (2012) - YouTube (2020–nay) - VieON (2022) - HTV, SCTV (2025-2027) |                                                      | YouTube phát sóng cả J1 League và J2 League | [ 131 ] [ 132 ] |
| A-League                                       | - SCTV (2017–2022) - VieON (2022–nay) |                                                      | | |
| K League                                       | - VTVCab (2015–2017) - COPA90 & YouTube (2020–nay) - VieON (2022-2023) |                                                      | | [ 133 ] |
| Giải vô địch bóng đá các câu lạc bộ ASEAN      | VTV (2003) FPT Telecom (2024 - nay) |                                                      | | [ 134 ] |
| UEFA Champions League                          | - HTV (1992–2015, 2016–2017) - ESPN & Star Sports (1995–2009) - VTV (1998–2015, 2016–2017) - VTVCab (2006–2010, 2015–2017, 2024–2027) - K+ (2010–2015, 2018–2021) - FPT Telecom (2021–2024) - Viettel Telecom (2024–2027)    | VOV & Talksport International (2013–2016)            | - Vietcontent (2024–2027) | [ 135 ] [ 136 ] [ 137 ] [ 138 ] [ 139 ] [ 140 ] [ 141 ] [ 142 ] [ 143 ] [ 144 ]                                                |
| UEFA Europa League                             | - HTV (2000–2015, 2016–2017) - ESPN & Star Sports (2000–2009) - K+ (2010–2015, 2018–2021) - VTV (2009–2015, 2016–2017) - VTVCab (2009–2010, 2015–2017, 2024–2027) - FPT Telecom (2021–2024) - Viettel Telecom (2024–2027)    |                                                      | - Vietcontent (2024–2027) | [ 139 ] [ 142 ] [ 143 ] [ 144 ] [ 145 ] [ 146 ]                                                                                |
| UEFA Conference League                         | - FPT Telecom (2021–2024) - VTVCab, Viettel Telecom (2024–2027) |                                                      | - Vietcontent (2024–2027) | [ 143 ] [ 144 ] |
| Siêu cúp bóng đá châu Âu                       | - K+ (2012–2014, 2018–2021) - HTV (2003–2014) - ESPN & Star Sports (2000–2008) - VTV (2009–2014) - VTVCab (2013–2014, 2024–2026) - FPT Telecom (2021–2023) - Viettel Telecom (2024–2026)                                     |                                                      | - Vietcontent (2024–2027) | [ 143 ] [ 144 ] [ 147 ] [ 148 ]                                                                                                |
| Giải bóng đá Ngoại hạng Anh                    | - VTV (1998–2007, 2015–2016) - ESPN & Star Sports (1996–2010) - K+ (2010–2028) - VCTV (VTVCab) (2010–2019, 2023–2025) - SCTV (2010–2019) - HTV (2010–2019) - HanoiTV (2010–2016) - FPT Telecom (2016–2019) - VTC (2007–2016) | VOV & Talksport International (2013–2016)            | VCTV (VTVCab) tiếp sóng từ ESPN Star Sports trên kênh thể thao VCTV3 giai đoạn 2007–2010, chính thức mua bản quyền từ mùa giải 2010–2011. Đồng thời VCTV (VTVCab) thực hiện bình luận bóng đá bằng tiếng Việt trên hai kênh ESPN và Star Sports vào giai đoạn 2007–2010. | [ 28 ] [ 149 ] [ 150 ] [ 151 ] [ 152 ] [ 153 ] [ 154 ] [ 155 ] [ 156 ] [ 157 ] [ 158 ] [ 159 ] [ 160 ] [ 161 ] [ 162 ] [ 163 ] |
| Cúp FA/Siêu cúp Anh                            | - VTV (1999–2009) - ESPN & Star Sports (2000s–2012) - HTV (2013–2016) - VTVCab (2014–2015) - SCTV (2015–2021) - MyTV (2018–2025) - VieON (2020–2021) - K+ (2014–2017) - FPT Telecom (2018–2025)                              | VOV & Talksport International (2013–2016)            | | [ 128 ] |
| EFL Championship/League One/League Two/Cúp EFL | - VTC (2012–2015) - SCTV (2013–2017, 2024–2029) - VTVCab (2012–2014, 2018–2022) - Q.net Television (2023–2029) |                                                      | | [ 128 ] [ 164 ] |
| La Liga                                        | - VTV (2004, 2007-2009) - K+ (2010–2018) - SCTV (2012–2015, 2019–2028) - VCTV (VTVCab) (2004-2010, 2012-2015, 2019–2023) - HTV (1991–1992, 1994–2007, 2013–2014)                                                             |                                                      | Bản quyền do VTV mua năm 2004 sau đó được chuyển sang trực tiếp trên kênh VCTV3 (nay là Thể thao TV, ON Sports của VTVCab). VCTV (VTVCab) tiếp sóng La Liga từ kênh Super Sport của Nam Phi giai đoạn 2009–2010.                                                         | [ 165 ] [ 166 ] [ 167 ] [ 168 ] [ 169 ] [ 170 ] [ 171 ] [ 172 ] [ 173 ] [ 174 ]                                                |
| Bundesliga                                     | - SCTV (2012–2018) - Fox Sports Asia (2015–2020) - VTV, VTC (2020–2021, thông qua gói bản quyền của Next Media và VTVCab) - VCTV (VTVCab) (2006–2011, 2013–2015, 2020–2025). - Viettel Telecom (2025-2028)                   |                                                      | VMG Media/Next Media (2023–2028) | [ 12 ] |
| Siêu cúp Đức                                   | - SCTV (2012–2017) - Fox Sports Asia (2015–2019) - VTV, VTC (2020) - VTVCab (2020–2027) |                                                      | Next Media (2020–2024) | |
| Cúp bóng đá Đức                                | - YouTube (2019–2022) - SCTV (2022–2023) - VTVCab (2023–2026) |                                                      | VMG Media/Next Media (2023–2026) | |
| Serie A                                        | - HTV (2001–2007, 2021–2024) - HanoiTV (1999–2007) - VTV (2007–2010) - VCTV (VTVCab) (2012–2015, 2021–2026) - SCTV (2012–2018) - FPT Telecom (2018–2021)                                                                     |                                                      | | [ 175 ] [ 176 ] [ 177 ] [ 178 ] [ 179 ] [ 180 ] [ 181 ] [ 182 ] [ 183 ] [ 184 ]                                                |
| Coppa Italia                                   | - HTV (2021–2024) |                                                      | | [ 185 ] [ 186 ] [ 187 ] |
| Giải bóng đá vô địch quốc gia Pháp             | - SCTV (2012–2018) - TV5Monde (2018–nay) - VTVCab (2010–2015, 2021–2024, 2025-nay) - Q.net Television (2024–2029) |                                                      | | [ 188 ] [ 189 ] [ 13 ] |
| Ligue 2                                        | VTVCab (2020-2024) |                                                      | | |
| Giải bóng đá vô địch quốc gia Hà Lan           | - VTVCab (2019–2021) - VTC (2010–2012) - Fox Sports Asia (2015–2018) - HTV (1990–1998, 2019–2021) - VieON (2020–nay) |                                                      | | [ 190 ] [ 191 ] [ 192 ] |
| Giải bóng đá Ngoại hạng Bồ Đào Nha             | - ESPN & Star Sports (2000s) - VTVCab (2023–2024) |                                                      | | Lưu trữ ngày 13 tháng 8 năm 2023 tại Wayback Machine                                                                           |
| Giải bóng đá Ngoại hạng Nga                    | - VCTV (VTVCab) (2011–2012) - YouTube |                                                      | | [ 193 ] |
| Giải bóng đá Ngoại hạng Scotland               | - SCTV (2014–2017) - VTVCab (2006, 2023–nay) |                                                      | | [ 190 ] [ 194 ] |
| Giải hạng Nhất Scotland                        | - SCTV (2015–2017) - VTVCab (2006, (2023) |                                                      | | [ 194 ] |
| Superliga                                      | Fox Sports Asia (2019–tháng 6, 2020) |                                                      | | |
| DBU Pokalen                                    | Fox Sports Asia (2019–2021) |                                                      | Trực tiếp bán kết và chung kết | |
| Brazilian Campeonato Brasileiro Série A        | - SCTV (2010-2015) - VCTV (VTVCab) (2007–2015) - HTV & YouTube (2018–2019) - Fanatiz (2020–2021) |                                                      | | [ 195 ] [ 196 ] |
| Copa Libertadores                              | - SCTV (2011–2017) - VCTV (VTVCab) (2005–2010, 2021) |                                                      | | [ 113 ] [ 197 ] [ 198 ] |
| Copa Sudamerica                                | - SCTV (2011–2017) - VCTV (VTVCab) (2005–2010, 2021) - Q.net TV (2022–2030) |                                                      | | [ 119 ] [ 195 ] [ 198 ] |
| Cúp bóng đá Brazil                             | SCTV (2015–2017) |                                                      | | [ 195 ] |
| Giải bóng đá nhà nghề Mỹ                       | - K+ (2011) - VTVCab (2013) - SCTV (2014–2020) |                                                      | | |
| CONCACAF Champions Cup                         | - YouTube (2020–nay) - Viettel Telecom (2024) - FPT Telecom (2025) |                                                      | | |
| US Open Cup                                    | VTVCab (2023) | Trực tiếp các trận đấu của Inter Miami của Leo Messi | | |
| V.League 1                                     | - VTV (1990–nay) - VCTV (VTVCab) (2005–2022) - VTC (2006 - –2019) - HTV (1990s–2019) (2023–nay) - BTV (1998 . 2005–2022) - K+ (2016–2019) - FPT Telecom (2018–2019, 2023–2027) - Viettel Telecom (2023–2027)                 | - VOV (2015–2016) - Joy FM (2015–2016)               | Bản quyền do FPT Telecom sở hữu từ mùa giải 2023 đến mùa giải 2026–27 | [ 199 ] [ 200 ] [ 201 ] [ 202 ] [ 203 ] [ 204 ] [ 205 ] [ 206 ] [ 207 ] [ 208 ]                                                |
| V.League 2                                     | - VTV (2007–2011, 2021–2022) - VTVCab (2012–2022) - FPT Telecom (2023–2027) - Viettel Telecom (2023–2027) |                                                      | Bản quyền do FPT Telecom sở hữu từ mùa giải 2023 đến mùa giải 2026–27 | |
| Siêu cúp quốc gia                              | - VTV (2012–2020) - FPT Telecom (2022–2026) |                                                      | Bản quyền do FPT Telecom sở hữu từ mùa giải 2023 đến mùa giải 2026–27 | |
| Cúp bóng đá Thành phố Hồ Chí Minh              | VTV, HTV (2006) |                                                      | | [ 209 ] [ 210 ] |

### Bóng đá trong nhà
- Giải vô địch bóng đá trong nhà thế giới
  - 2016: K+ [211]
  - 2021: VTV [212]
- Giải bóng đá trong nhà vô địch quốc gia Việt Nam
  - 2017–2021, 2022–2024: VTC, VTVCab
  - 2025-2029: SCTV

### Bóng rổ
- Giải Vô địch Bóng rổ Thế giới
  - 2019: HTV[213]
- Giải bóng rổ Nhà nghề Mỹ
  - 2016 - 2022: VTVCab
  - 2022 - 2025: FPT Telecom[214]
- Giải bóng rổ nhà nghề Đông Nam Á
  - 2017–2018: FPT Telecom[215]
- Giải bóng rổ chuyên nghiệp Việt Nam [216]
  - 2016–nay: VTVCab
  - 2016–nay: FPT Telecom[217]
  - 2016–2019: DaNangTV
  - 2016–2020: HTV

### Bi-a
- US Open Pool Championship
  - 2021: MyTV[218]

### Cầu lông
| Giải                                                    | Phát sóng       | Nguồn   |
| ------------------------------------------------------- | --------------- | ------- |
| Giải Cầu lông Đồng đội Hỗn hợp Thế giới                 | VTV, HTV (2021) | [ 219 ] |
| BWF World Tour                                          |                 |         |
| Giải Cầu lông toàn Anh Mở rộng                          | VTV (2021)      | [ 220 ] |
| Giải Cầu lông Thái Lan Mở rộng                          | VTV (2020)      | [ 221 ] |
| Giải Cầu lông Bát hùng Thế giới (BWF World Tour Finals) | VTV (2020)      | [ 222 ] |
| Giải Cầu lông Thái Lan Indonesia Mở rộng                | VTV (2019)      | [ 223 ] |

### Cricket
- ICC
  - –2021: Fox Sports Asia
  - Hiện tại:.
- Caribbean Premier League
  - 2020–nay: 1PlaySports (Digital: YouTube)

### Đua xe
- Formula One
  - –2021: Fox Sports Asia
  - 2021–2024: K+
  - 2025–nay: FPT Telecom
  - 2020: VTV (không phát sóng)[224]
- World Rally Championship
  - Hiện tại: K+
- MotoGP
  - –2021: Fox Sports Asia [225]
  - 2021: K+
  - 2023–2026: SPOTV[a]
- IndyCar Series
  - 2019–2021: K+[226]
  - 2023–nay: SPOTV
- Formula E
  - 2017–2021: Fox Sports Asia[b]
  - 2024–nay: SPOTV[c]

### Golf
- Ryder Cup
  - 2018–2025: VTVCab[227][228]
- European Tour
  - Hiện tại: VTVCab, FPT Telecom
- PGA Tour
  - 2018–2023: K+ [229]
  - 2023–2025: VTVCab
  - –2021: Fox Sports Asia
- Giải golf chuyên nghiệp nữ Hàn Quốc - KLPGA
  - 2019–2021: HTV
- LIV Golf
  - 2022–2023: FPT Telecom
  - 2023–2025: K+

### Quần vợt
| Giải                        | Phát sóng                                                               | Nguồn           |
| --------------------------- | ----------------------------------------------------------------------- | --------------- |
| Giải Vô địch Wimbledon      | - Fox Sports Asia (–2021) - HTV (2018–2021) - SPOTV (2024-2026)         | [ 230 ]         |
| Giải quần vợt Úc Mở rộng    | - Fox Sports Asia (–2021) - HTV (–2020) - K+ (2022-2026)                | [ 231 ]         |
| Giải quần vợt Roland-Garros | - Fox Sports Asia (–2021) - HTV (–2021) - VTVCab (2022–2026)            |                 |
| Giải quần vợt Mỹ Mở rộng    | - VTVCab (2005-2021) - Fox Sports Asia (–2021) - SPOTV (2024–2026)      | [ 232 ] [ 233 ] |
| ATP World Tour              | - SCTV (2010–2015) - VTVCab (2020–2023, 3/2024 - 2026) - K+ (2015–2023) | 206             |
| WTA World Tour              | - K+ (2016–2019) - VTVCab (2010s–2019)                                  | [ 238 ] [ 239 ] |
| Davis Cup                   | - VTVcab (2019 - 2023) - HTV (2019–2021)                                |                 |
| Fed Cup                     | Fox Sports Asia (2019)                                                  |                 |
| Laver Cup                   | K+ (2021–nay)                                                           |                 |

### Thể thao điện tử
- Giải vô địch Liên Minh Huyền Thoại Việt Nam
  - 2014: HTV
  - 2018: VTVCab[240]
  - 2010s–2017: VETV
- Garena Premier League
  - 2014–2016: HTV, VETV[241]
- Super League FIFA Online 3
  - 2014–2016: HTV, VETV[242]
- ESL Pro League
  - 2023-2024: VTVCab

### Võ thuật

#### Kickboxing
- King of Kings
  - 2020–2021: FPT Telecom[243]

#### Mixed Martial Arts (MMA)
| Giải                           | Phát sóng                                      | Nguồn           |
| ------------------------------ | ---------------------------------------------- | --------------- |
| Bellator Fighting Championship | FPT Telecom (2021-nay)                         | [ 244 ]         |
| Professional Fighters League   | FPT Telecom (2021-nay)                         | [ 245 ]         |
| Ultimate Fighting Championship | - Fox Sports Asia (2013–2021) - K+ (2021–2025) |                 |
| ONE Championship               | HTV (2018–nay)                                 |                 |
| Combate Global                 | - FPT Telecom (–2021) - MyTV (–2021)           | [ 244 ] [ 246 ] |

#### Muay Thái
- MAX Muay Thai
  - 2017–2018: Let's Viet (VTC9/SCTV4)

#### Quyền Anh
- Fight Sports
  - 2020–2023: VTVCab[247]

#### WWE
- WWE
  - 2010s–2024: SCTV[248]